# A Real Dead One
A Real Dead One koncertni je album britanskog heavy metal sastava Iron Maiden, sniman
1992./93. godine po koncertima diljem Europe. Sadrži pjesme od početka njihove karijere (1975)
do albuma Powerslave dok njegov par A Real Live One sadrži pjesme poslije Powerslave-a.
Kada je sastav ponovno izdao sve svoje albume 1998. godine, ta dva albuma su spojena u A Real Live Dead One.
Pjesma "Hallowed Be Thy Name (live)" je objavljena kao singl.

## Lista pjesama
- "The Number of the Beast" (Harris) – Snimana u The Valby Halle, Kopenhagen, Danska, 25. kolovoza 1992.
- "The Trooper" (Harris) – Snimana u Helsinki Ice Hall, Helsinki, Finska, 27. kolovoza 1992.
- "Prowler" (Harris) – Snimana u Palaghiacco, Rim, Italija, 30. travnja 1993.
- "Transylvania" (Harris) – Snimana u Grughalle, Essen, Njemačka, 17. travnja 1993.
- "Remember Tomorrow" (Harris, Di'Anno) – Snimana u Grughalle, Essen, Njemačka, 17. travnja 1993.
- "Where Eagles Dare" (Harris) – Snimana u Rijnhal, Arnhem, Nizozemska, 9. travnja 1993.
- "Sanctuary" (Iron Maiden) – Snimana u Lausanne, Švicarska, 27. svibnja 1993.
- "Running Free" (Harris, Di'Anno) – Snimana u Neuchâtel, Lausanne, Switzerland, 27. svibnja 1993.
- "Run to the Hills" (Harris) – Snimana u Vítkovice sportska dvorana, Ostrava, Češka, 5. travnja 1993.
- "2 Minutes to Midnight" (Smith, Dickinson) – Snimana u L'Élysée Montmartre, Pariz, Francuska, 10. travnja 1993.
- "Iron Maiden" (Harris) – Snimana u Helsinki, Finska, 27. kolovoza 1992.
- "Hallowed Be Thy Name" (Harris) – Snimana u Olympic Arena, Moskva, Rusija, 4. lipnja 1993.

## Izvođači
- Bruce Dickinson – vokal
- Dave Murray – gitara
- Janick Gers – gitara
- Steve Harris – bas-gitara
- Nicko McBrain – bubnjevi